# Isabelle Plancke
Pour les articles homonymes, voir Plancke.
Isabelle Plancke, née le 18 avril 1910 à Comines et morte le 1er août 1997 à Limeil-Brévannes, est une nageuse française et la première Française à obtenir le brevet de maître-nageur en 1929.

## Biographie
Isabelle Raymonde Madeleine Plancke est née le 18 avril 1910 à Comines (Nord). Ses parents Armand Plancke, employé de commerce, et Julie Delporte, viennent à Paris peu après. En 1929, toute la famille habite 14 rue des Goncourt. C'est la sœur de Yolande Plancke, athlète française.
Elle épouse le 7 août 1943 Yves Garnier à Paris, mais divorce trois ans après. À son mariage, elle exerce la profession de « chef de fabrication », et est domiciliée avec sa mère, veuve, à Soisy-sous-Montmorency.
Elle meurt à Limeil-Brévannes le 1er août 1997, à l'âge de 87 ans.

## Carrière sportive
Isabelle Plancke commence la natation vers l'âge de 12 ans dans le club de natation parisien Les Mouettes,. Elle fait partie de l'équipe des Mouettes championne de Paris à plusieurs reprises en relais. 
Spécialiste de grand fond, elle participe régulièrement à la traversée de Paris à la nage.
- 2e en 1926[4],
- 2e en 1927, derrière Fernande Moittié[6],[7],
- 4e en 1931[8],
- 4e en 1932[9],[10],[8]

Lors du Championnat de France de 1926, elle s'aligne sur le 200 mètres brasse et termine 4e, puis 3e l'année suivante. Elle participe aux épreuves de qualification pour les Jeux olympiques de 1928.
En 1931, elle termine 5e des championnats de France de grand fond,, sous le maillot du Cercle des nageurs de Marseille,,.
Elle participe régulièrement à des galas (réouverture de la piscine Oberkampf, tournois pré-olympique en 1928), voire à l'équipe de water-polo du club des Mouettes (Paris) avec sa sœur Yolande Plancke.

## Professeur de natation
En 1929, elle est la première femme à passer avec succès le brevet de maître nageur (mention Bien), décerné par la Fédération française de natation et de sauvetage,. Elle exerce ensuite comme professeur de natation à Aix-en-Provence (piscine des Dauphins),,. 